# Mariánský vrch
Mariánský vrch är en klippa i Tjeckien.   Den ligger i regionen Ústí nad Labem, i den nordvästra delen av landet, 70 km norr om huvudstaden Prag. Mariánský vrch ligger 265 meter över havet.
Terrängen runt Mariánský vrch är huvudsakligen kuperad, men västerut är den platt.Runt Mariánský vrch är det ganska tätbefolkat, med 116 invånare per kvadratkilometer. Närmaste större samhälle är Ústí nad Labem, 1,4 km väster om Mariánský vrch. I omgivningarna runt Mariánský vrch växer i huvudsak blandskog.